# Mistrovství Evropy juniorů v ledním hokeji 1993
Mistrovství Evropy juniorů v ledním hokeji 1993 byl 26. ročník této soutěže. Turnaj hostila od 2. do 9. dubna polská města Nowy Targ a Osvětim. Hráli na něm hokejisté narození v roce 1975 a mladší.
Mužstvo Československa bylo v elitní skupině nahrazeno Českem, Slováci byli zařazeni do C skupiny.

## Výsledky

### Základní skupiny
| Poř. | Tým     | CZE  | FIN | GER  | ITA  | Z | V | R | P | Skóre | B |
| 1.   | Česko   | —    | 6:2 | 12:0 | 15:1 | 3 | 3 | 0 | 0 | 33:3  | 6 |
| 2.   | Finsko  | 2:6  | —   | 5:0  | 4:0  | 3 | 2 | 0 | 1 | 11:6  | 4 |
| 3.   | Německo | 0:12 | 0:5 | —    | 1:1  | 3 | 0 | 1 | 2 | 1:18  | 1 |
| 4.   | Itálie  | 1:15 | 0:4 | 1:1  | —    | 3 | 0 | 1 | 2 | 2:20  | 1 |

| Poř. | Tým     | SWE  | RUS | NOR  | POL  | Z | V | R | P | Skóre | B |
| 1.   | Švédsko | —    | 7:2 | 13:1 | 14:1 | 3 | 3 | 0 | 0 | 34:4  | 6 |
| 2.   | Rusko   | 2:7  | —   | 9:2  | 7:1  | 3 | 2 | 0 | 1 | 18:10 | 4 |
| 3.   | Norsko  | 1:13 | 2:9 | —    | 5:5  | 3 | 0 | 1 | 2 | 8:27  | 1 |
| 4.   | Polsko  | 1:14 | 1:7 | 2:7  | —    | 3 | 0 | 0 | 3 | 7:26  | 1 |

### Finálová skupina
Vzájemné výsledky ze základních skupin se započetly postupujícím i do finálové. Umístění v této skupině bylo konečným výsledkem mužstev na turnaji
| Poř. | Tým     | SWE    | RUS   | CZE    | FIN   | NOR    | GER    | Z | V | R | P | Skóre | B  |
| 1.   | Švédsko | —      | (7:2) | 2:1    | 6:4   | (13:1) | 7:1    | 5 | 5 | 0 | 0 | 35:9  | 10 |
| 2.   | Rusko   | (2:7)  | —     | 4:0    | 2:2   | (9:2)  | 15:0   | 5 | 3 | 1 | 1 | 21:12 | 7  |
| 3.   | Česko   | 1:2    | 0:4   | —      | (6:2) | 18:0   | (12:0) | 5 | 3 | 0 | 2 | 37:8  | 6  |
| 4.   | Finsko  | 4:6    | 2:2   | (2:6)  | —     | 5:1    | (5:0)  | 5 | 2 | 1 | 2 | 18:15 | 5  |
| 5.   | Norsko  | (1:13) | (2:9) | 0:18   | 1:5   | —      | 4:2    | 5 | 1 | 0 | 4 | 8:47  | 2  |
| 6.   | Německo | 1:7    | 0:15  | (0:12) | (0:5) | 2:4    | —      | 5 | 0 | 0 | 5 | 3:43  | 0  |

### O 7. místo
Polsko –  Itálie 2:1 na zápasy (6:8, 9:4, 10:7)
 Itálie sestoupila z elitní skupiny.

## Turnajová ocenění
|                            | Brankář        | Obránce        | Obránce       | Útočníci         | Útočníci         | Útočníci         |
| -------------------------- | -------------- | -------------- | ------------- | ---------------- | ---------------- | ---------------- |
| Ceny direktoriátu IIHF     | Denis Kuzmenko | Radim Bičánek  | Radim Bičánek | Niklas Sundström | Niklas Sundström | Niklas Sundström |
| All-Star Tým (podle médií) | Niklas Sjölund | Janne Niinimaa | Radim Bičánek | Jesper Mattsson  | Niklas Sundström | Viktor Kozlov    |

### Produktivita
|                  | G | A | B  |
| ---------------- | - | - | -- |
| Tomáš Blažek     | 6 | 7 | 13 |
| Niklas Sundström | 4 | 9 | 13 |
| David Výborný    | 7 | 5 | 12 |
| Patryk Pysz      | 7 | 5 | 12 |
| Tomáš Vlasák     | 5 | 7 | 12 |

## Mistři Evropy - Švédsko
Brankáři: Jonas Forsberg, Niklas Sjölund

Obránci: Jonas Andersson Junkka, Stefan Bergkvist, Peter Casparsson, Anders Eriksson, Edvin Frylén, Nicklas Rahm, Dick Tärnström, Mikael Tjällden

Útočníci: Johan Davidsson, Tomas Gustafsson, Andreas Karlsson, Fredrik Lindh, Jesper Mattsson, Peter Nylander, Jens Östling, Anders Söderberg, Peter Ström, Niklas Sundström, Per Svartvadet, Max Wikmann.

## Česká reprezentace
Brankáři : Petr Franěk, Michal Mařík

Obránci: Radim Bičánek, Jan Dlouhý, Vlastimil Kroupa, Marek Malík, Jan Němeček, František Ptáček, Jaroslav Špelda

Útočníci: Tomáš Blažek, Radek Bonk, Michal Janeček, Ladislav Kohn, Jindřich Kotrla, Luděk Krayzel, Ladislav Prokůpek, Václav Prospal, Petr Pudhorocký, Petr Sýkora, Martin Stárek, Tomáš Vlasák, David Výborný.

## Nižší skupiny

### B skupina
Šampionát B skupiny se odehrál v Bukurešti v Rumunsku, postup na mistrovství Evropy juniorů 1994 si vybojovali Švýcaři, naopak sestoupili Britové.
1.  Švýcarsko

2.  Maďarsko

3.  Francie

4.  Rakousko

5.  Rumunsko

6.  Dánsko

7.  Španělsko

8.  Velká Británie

### C skupina
Šampionát C skupiny se odehrál v Rize v Lotyšsku, vyhráli jej Bělorusové. Předcházel mu kvalifikační dvojzápas v Záhřebu a Lublani : Chorvatsko – Slovinsko (0:9 a 0:16).
1.  Bělorusko

2.  Slovensko

3.  Slovinsko

4.  Ukrajina

5.  Lotyšsko

6.  Litva

7.  Estonsko

8.  Nizozemí

9.  Bulharsko